# 이새롬
이새롬(1997년 1월 7일 ~ )은 대한민국의 가수로, 걸 그룹 fromis_9의 리더이다.

## 생애
1997년 1월 7일, 강원도 춘천시에서 태어나 2000년부터 2002년까지 경기도 용인시에서 잠시 유년기를 보낸 적이 있고, 2002년에 수원시로 이주하여 성장하였다.
데뷔 전에는 작곡가 조영수가 세운 넥스타 엔터테인먼트 등지에서 연습생으로 있었고, 간간히 KBS 드라마 몇 편에 단역으로 나왔다. 2013년에는 KBS 2TV 드라마 《광고천재 이태백》에서 한채영의 아역으로 출연했으며, 한림예고 3학년 때인 2014년 1월 11일에 방영된 SBS 《스타킹》에는 한채영 닮은꼴로 출연했다. 동년 6월에는 Mnet 《댄싱9 시즌 2》에 출연했다.
2017년 7월에 방송을 시작한 엠넷 《아이돌학교》에 참가해 최종 데뷔 멤버 선발전에서 3위를 차지하여 fromis 9에 정식 합류했으며, 2018년 1월 24일 가수로 데뷔했다.

## 학력
- 2015년 한림연예예술고등학교 뮤지컬과 졸업
- 2015년 동덕여자대학교 방송연예과 휴학

## 음반 외 활동

### 드라마
| 연도 | 방송사 | 제목            | 역할        | 비고        |
| ---- | ------ | --------------- | ----------- | ----------- |
| 2010 | KBS2   | 공부의 신       |             | 단역        |
| 2012 | KBS2   | 학교 2013       |             |             |
| 2013 | KBS2   | 광고천재 이태백 | 어린 고아리 | 한채영 아역 |

### 예능
| 연도 | 방송사  | 제목                                    | 역할   | 비고                                      |
| ---- | ------- | --------------------------------------- | ------ | ----------------------------------------- |
| 2017 | 엠넷    | 《아이돌학교》                          | 참가자 | 3위                                       |
| 2019 | KBS2    | 《대국민 토크쇼 안녕하세요》            | 게스트 | 2019년 5월 13일 - 413회                   |
| 2019 | MBC     | 《2019 추석특집 아이돌스타 선수권대회》 | 참가자 | 2019년 9월 13일 - 씨름 단체전 준결승 진출 |
| 2022 | SBS F!L | 《아이돌 사생대회》                     | 게스트 | 10월 4일                                  |